# Star Ocean
Star Ocean (japonsky スターオーシャン - Sutá Óšan, česky neformálně Oceán hvězd) je série akčních RPG videoher od japonské videoherní společnosti tri-Ace, které vydává společnost Square-Enix, v minulosti společnost Enix. Tato série zahrnuje celkem pět videoher, dvě odvozené hry, jeden anime seriál a jednu mangu. Do této série se započítávají ještě další dvě odvozená díla. Šestá videohra se momentálně připravuje.

## Námět a zdroje inspirace
Mezi zaměstnanci společnosti tri-Ace bylo mnoho fanoušků science fiction a kosmických letů, a tak se zrodila série Star Ocean, jež v sobě zahrnula oba tyto elementy. Zdrojem inspirace byla pro vývojáře též série Star Trek. Série se tedy odehrává v daleké budoucnosti, kdy jsou vesmírné lety do cizích slunečních soustav samozřejmostí. Zatímco první díl Star Ocean obsahoval kromě sci-fi více prvků fantasy, aby zaujal širší skupinu hráčů videoher, další díly se soustřeďovaly mnohem více na sci-fi stránku. Producent Jošinori Jamagiši ze společnosti tri-Ace prozradil, že Star Ocean: Till the End of Time představoval konečnou vizi světa Star Oceanu. Tento díl byl proto v chronologii děje výrazně v budoucnosti oproti předešlým dílům, aby na úkor herních postav vyniklo prostředí jako takové.

## Seznam her série
- Star Ocean – vydána 19. června 1996 pro Super Famicom pouze pro japonský trh. Do angličtiny byla přeložena hackerskou skupinou DeJap Translations. Oficiální anglické verze se dočkala až předělávka hry Star Ocean: First Departure, vydaná pro PSP 21. října 2008. Odehrává se v roce 346 S.D. a později v roce 46 S.D.
- Star Ocean: The Second Story – vydána 30. července 1998 pro konzoli PlayStation. O 10 let později vyšla předělávka Star Ocean: Second Evolution, takřka společně s First Departure. Odehrává se v roce 366 S.D.
- Star Ocean: Till the End of Time – vydána v roce 2003 pro konzoli PlayStation 2. O rok později vyšla vylepšená verze Director's Cut. Odehrává se v roce 772 S.D. a uzavírá chronologii Star Ocean.
- Star Ocean: The Last Hope – vydána 19. února 2009 pro Xbox 360 a o rok později pro PlayStation 3. V roce 2017 byla hra kompletně předělána do Star Ocean: The Last HopeTM 4K & Full HD remaster. Odehrává se v roce 10 S.D. a tvoří prequel celé série, kdy lidstvo činí po katastrofální třetí světové válce své první kroky k mezihvězdnému cestování.
- Star Ocean: Integrity and Faithlessness – vydána 31. března 2016 pro PlayStation 4. Odehrává se v roce 537 S.D., tedy mezi druhým a šestým dílem série.
- Star Ocean: The Divine Force – vydána 27. října 2022 pro PC a pět herních platforem. Odehrává se v roce 583 S.D., tedy mezi pátým a třetím dílem.

Kromě výše uvedené hlavní série patří do Star Ocean dvě odvozené hry:
- Star Ocean: Blue Sphere - vydána 28. června 2001 pro Game Boy Color. Odehrává se v roce 368 S.D. a jedná se o přímé pokračování druhého dílu, The Second Story.
- Star Ocean: Anamnesis - vydána 7. prosince 2016 pro mobily a tablety se systémem Android a IOS. Jedná se o hru, kde proti monstrům nebo proti sobě hrají až čtyři hráči. Odehrává se v roce 539 S.D.

## Anime a manga
Druhý díl série Star Ocean: The Second Story se dočkal komiksového zpracování ve formě mangy, kterou připravila Majumi Azumová v letech 1999-2001. Toto dílo však skončilo uprostřed děje a nebylo nikdy dokončeno. Stalo se však předlohou pro anime seriál Star Ocean EX od Studia Deen, jenž vypráví příběh v 26 dílech o délce přibližně 20 minut. Premiéra se vysílala v Japonsku od 3. dubna 2001 do 25. září 2001 na televizním kanále TV Tokyo. Stejně jako v případě mangy, i zde příběh končí uprostřed děje, přibližně na konci prvního disku uvedené hry. Příběh se dočkal dokončení pouze ve formě audio dramatu na CD.

## Herní prostředí
Hry série Star Ocean obsahují bojový systém, jenž se odehrává v reálném čase, a v první díle se jednalo o první takovou hru svého druhu na herních konzolích. Bitva se uskutečňuje v oddělené bojové aréně v prostředí připomínající prostředí na herní mapě, kde se všechny zúčastněné postavy volně pohybují ve všech směrech, mohou se svými pohyby vyhnout nepřátelským útokům, pronásledovat prchající kořist, dále mohou sesílat kouzla na nepřátele i na spojence a čelit jejich náporu. Jednotlivé postavy se s růstem úrovně učí nové schopnosti. Bojovníci měli speciální fyzické útoky, zvané smrtící údery, zatímco kouzelníci se učili kouzla. Tyto dovednosti se postava naučí při dosažení pevně stanovených úrovní nebo skrze nalezení speciálních předmětů či splnění nepovinných úkolů. Postavy mají k dispozici hladinu života (HP) a hladinu mentální síly (MP). K vyvolání zvláštních dovedností se spotřebovává MP, ale v některých případech i HP. Ve hře Star Ocean: Till the End of Time jsou schopné využívat kouzla a smrtící údery všechny herní postavy.
Jednotlivé hry série umožňují hráči lehce pozměnit ukončení příběhu skrze jeho vlastní činy či výběrem odpovědí v některých dialozích hlavní postavy s ostatními herními postavami. Tento systém vztahů mezi postavami se nazývají interně "private actions" (neboli privátní akce). V prvním díle série tento systém dokonce umožnil větvení příběhu a několik různých typů konce hry. Tento systém byl dále rozšířen ve druhém díle, kde nabídnul až 86 různých konců hry, kde docházelo k bodování oblíbenosti jednotlivých postav vůči jiným postavám. Hráč tak měl možnost skrze privátní akce tvořit milenecké páry i skutečná přátelství dle své libovůle, do jisté míry tím umožňoval přímo ve hře uplatnit fanfikci. Ve hře tento systém neovlivňoval jen toto, ale i chování jednotlivých postav v soubojích s nepřáteli.
Hry nabízejí i různorodé způsoby získávání předmětů a výbavy pro jednotlivé postavy. Členové hráčovy družiny mají možnost vytvářet nové předměty či vylepšovat stávající na základě zvláštních schopností vynálezců. Patří mezi ně umění kovářství, alchymie, vaření, kreslení a mnohá další, jež se liší díl od dílu. Nejmocnější předměty je obvykle možné získat jedině přes vytváření předmětů a mnohé z nich mohou sloužit k prodeji za velké množství peněz (folů) nebo k výuce dovedností, které za normálních okolností nemůže daná postava používat. Mezi základní prostředky patří byliny, jež obnovují hladinu HP, MP, uzdravují nejrůznější otravy, paralýzy a jiné nepříjemnosti, nebo umožňují oživit omráčené postavy. Pomocí vytváření předmětů lze vařením z jednotlivých ingrediencí získat jídla, tedy vylepšené předměty, kde jsou některé vlastnosti ingrediencí kombinovány, vylepšovány. Hra ve všech dílech umožňuje mít u sebe nanejvýš 20 předmětů stejného druhu, proto je někdy tvorba předmětů důležitá.
Do her byl zamýšlen systém změny vzhledu postavy podle předmětů, jež právě používá, avšak takový koncept byl zavržen pro přílišnou náročnost na design jednotlivých modelů postav. Tento systém se dočkal své aplikace až v HD verzi hry Star Ocean: The Last Hope.
Některé postavy, zpravidla nepřátelé, ve druhém a třetím díle série měly pozměněná jména z náboženských důvodů. Ve třetím díle jde například o záměnu jména Lucifer Lansfeld (v japonské verzi) za jméno Luther Lansfeld (v anglické verzi).

### Space Date (S.D.)
Jedním z prvků série Star Ocean je vlastní kalendářní systém. Jmenuje se S.D. (anglicky Space Date - vesmírné datum) a je využíván jako standardní letopočet v Pangalaktické federaci. V roce 2087 nahradil gregoriánský kalendář, kdy začalo léto 1 S.D. Tato změna reagovala na skutečnost, že lidstvo poprvé zvládlo úspěšně cestování vesmírem nadsvětelnou rychlostí. Prvním člověkem, který tento experiment vykonal, byl armádní pilot Stephen D. Kenny, jenž poté vedl úřad USTA, zodpovědný za vesmírné objevy. Člověkem, jenž se zasloužil o implementaci nadsvětelné technologie, byl profesor Trillas Bachtein. Starý svět, jak ho lidé znali, byl zničen následkem třetí světové války, jež se v dějové linii hry odehrála v roce 2064, tedy 23 let před S.D. Toto vesmírné datum se tak stalo symbolem nové éry lidstva, které své další přežití spojilo s vesmírem, jemuž se zanedlouho začalo říkat Oceán hvězd.

### Pangalaktická federace
Jedná se o federaci bezpočtu světů, jejíž metropolí je Země. Původně vznikla pod názvem Zemská aliance (Terran Alliance) v roce 12 S.D. následkem epochální bitvy o Zemi proti Nox Obscurus, která byla zobrazena ve hře Star Ocean: The Last Hope. Tento útvar původně sjednocoval všechny národy na Zemi a vesmírné kolonie spolu s právě konstruovanou obří Měsíční základnou. Jak se aliance časem rozrůstala o okolní sluneční soustavy, byla přejmenována na Pangalaktickou federaci, protože se k ní přidávaly i civilizace, jež neměly s lidmi nic společného. Pangalaktická federace sloužila jako záštita míru mezi lidskými národy i plemeny mimozemšťanů, ochraňujíc jejich kolektivní zájmy. Jejím prvním prezidentem se stal v roce 12 S.D. bývalý pilot Stephen D. Kenny, průkopník nadsvětelného cestování a hrdina bitvy s Nox Obscurus. Na orbitách rozličných světů se stavěly obří Federální stanice, jež byly domovem pro obří vojenské kontingenty federální flotily i pro ohromné množství civilistů pracujících v průmyslu a ve výzkumu. Pangalaktická federace se též zabývala možnostmi rozšíření vlivu a hranic, čímž se dostávala do střetu s dalšími mocnými říšemi v galaxii Mléčná dráha, například s Aldianskou říší či s Vendeeny. Dále na sebe brala povinnost ochránit světy s mladými civilizacemi před vlivem vyspělých kultur (viz UP3). V roce 772 S.D. sjednocovala Pangalaktická federace několik set druhů inteligentních živých forem. Ne vždy však byl život ve Federaci idylkou. Objevovaly se případy, kdy většina silou protlačovala bezohledně nejrůznější nařízení a jakékoliv protesty arogantně odmítala jako názor minority, proto rostl disent.

### Měsíční základna (Moonbase)
Oficiální název je Federální stanice #5 (Federation Station #5). Jedná se o první velkou vesmírnou stanici, jež obíhá po orbitě Luny. Její konstrukce začala snad ještě před Třetí světovou válkou před rokem 2064 tehdejšími vládami, avšak stavební práce nabraly strmý spád hlavně po jejím skončení, kdy se základna stala domovem mnoha lidi z radiací zamořených oblastí Země, a také vesmírnou výzkumnou stanicí pod správou úřadu USTA. Po dokončení prací někdy po roce 12 S.D. se stala důležitou základnou a dopravním uzlem, protože je Země metropolí Pangalaktické federace. Kromě vědeckých a obytných center jsou na Měsíční základně k dispozici i velká zábavní a nákupní centra. Díky svým značným rozměrům je snadno viditelná i z velkých vzdáleností od soustavy Země-Luna, a konjunkce Země, Luny, Měsíční základny a Slunce, pozorována z ostrého úhlu tak, aby Slunce vycházející zpoza Země pozorovatele oslepovalo svou září, se stala též ikonou celé série Star Ocean.

### UP3
Jedná se o jeden z nejdůležitějších zákonů Pangalaktické federace. UP3 je lidová zkratka, jež znamená v angličtině Underdeveloped Planet Preservation Pact. Do češtiny by se při zachování zkratek dal přeložit jako "Úmluva o prezervaci podvyvinutých planet". Tento zákon upravuje vztahy mezi obyvateli jednotlivých světů a všichni občané Pangalaktické federace i nefederální subjekty přítomné ve Federaci jsou povinni se jím řídit. Byl přijat v zájmu zachování míru a prosperity a k odstranění všech hrozeb tento mír ohrožujících. Ve Star Ocean: The Last Hope je v jedné ze scén na konci hry vidět znění prvního článku, dle kterého všechny inteligentní formy života mají nezcizitelné právo na nezávislý vývoj. Dle prvního odstavce jsou všechny inteligentní formy života chráněny před hrozbami kulturní, vojenské či jiné invaze. Dle druhého odstavce platí pro všechny civilizace schopné zrealizovat kontakt s jiným světem zákaz vnášet na dotyčný svět jakékoliv vědecké, znalostní, kulturní či náboženské vlivy, pokud výrazně převyšují vyspělost dotyčného světa. Dle třetího odstavce je pachatel porušení obou předešlých odstavců vnímán jako narušitel vesmírného řádu, proti kterému jsou všichni povinni jakkoliv zakročit. Dle čtvrtého odstavce platí jediná výjimka, a to nouzové přistání na podvyvinutém světě. Vyspělá bytost je v takovém případě povinna vyčkat na záchranu a minimalizovat kontakt s místní civilizací, utajit svůj původ a používat pouze technologie či znalosti dostupné na daném světě.
Ve všech hrách série Star Ocean je UP3 hlavními postavami více či méně porušována, neboť se odehrávají právě na světech podvyvinutých, Pangalaktickou federací chráněných úmluvou UP3. Pouze ve Star Ocean: The Last Hope ne, neboť zde až do samého závěru tato úmluva neexistovala. Hlavní hrdina Edge Maverick se však na vlastní kůži přesvědčil, co všechno se může stát, pokud by lidé bez omezení pronikali na podvyvinuté světy. Dříve nebo později by dané světy i jejich obyvatelstvo přivedli k úplné zkáze a zničili by možná i sami sebe. První prezident Zemské aliance (Pangalaktické federace) Stephen D. Kenny nejprve navrhoval vytvořit alianci vyspělých světů spolu s podvyvinutými ve snaze tamní obyvatelstvo vzdělat, avšak Edge ho přiměl od toho ustoupit, když přednesl své argumenty, například první kontakt s obyvateli Lemurisu, kteří jeho výpravu považovali za bohy, jež vyřeší všechny jejich problémy. Stephen D. Kenny tedy prosadil jako řešení kompromis, kterým byla UP3, jejíž znění představil v emotivním projevu při své inauguraci.
UP3 dále nařizuje bytostem pocházejících z podvyvinutých světů při závažnějším navázání kontaktu s vyspělými bytostmi (např. při využití lékařské péče) svůj domovský svět navždy opustit a začlenit se do Pangalaktické federace. K tomu došlo v prvním díle série. Dále upravuje podmínky, za kterých se podvyvinutý svět stává monitorovaným světem, kdy je povolen kontakt pouze s příslušníky tamních vládnoucích subjektů, a za kterých je svět považován za vyvinutý a je možné s jeho obyvateli interagovat bez omezení. V průběhu dějin nastávaly speciální případy, které vedly k zavedení pojmu protektorát do Úmluvy, což je pojem, s kterým se pracovalo v pátém a šestém dílu. Pokud došlo na podvyvinutém světě k porušení UP3 obzvlášť hrubým způsobem a k dalekosáhlému a dlouhodobému kontaktu s tamní nevyvinutou populací (včetně pozvání příslušníků této populace k vesmírnému cestování a touhy místních po urychlení vývoje tohoto světa v jejich snaze dohnat vyspělé civilizace), byl tento svět po skončení krize ostře hlídán Pangalaktickou federací, aby se zabránilo dalšímu průniku návštěvníků na dotyčný svět a dalšímu zrychlenému vývoji díky vlivům zvenčí. Protektor jmenovaný Pangalaktickou federací udržoval kontakt při nezbytném minimu pouze s vládními kruhy a s osobami, jež měly onen dlouhodobý kontakt. Těmto osobám byl oprávněn nabídnout přesídlení do Pangalaktické federace a protektoráty samy obvykle díky zrychlenému vlastnímu vývoji brzy dohnaly vyvinuté světy tak, aby se mohly plně začlenit.
K totálnímu zhroucení UP3 došlo v průběhu Star Ocean: Till the End of Time na Elicooru II, když na tomto podvyvinutém světě došlo k bojům o osud celého vesmíru za ignorance tohoto zákona všemi bojujícími stranami.

### Symbologie
Jedná se o techniku čarování, jež je však brána v této sérii vědecky. Díky aplikaci symbolů na své tělo může postava, vybavená dostatečným talentem soustředění, vyvolat jevy, jež se dají nazvat magií. Symbologií je možné léčit sebe, spojence, zraňovat nepřátele, ochraňovat sebe, přátele, věci, nebo v extrémních případech ovlivňovat procesy v celém vesmíru. Symbologie totiž představuje zdrojový kód k uspořádání vesmíru, v němž se Star Ocean odehrává. Se symbologií se lidstvo poprvé setkalo v roce 10 S.D. na Aeosu, kde ji využívali eldarijci. Prakticky všechny vyspělé vesmírné národy využívají symbologii.
Na Elicooru II se symbologie nazývá runologií, na Faykreedu se nazývá signeturgií a na Asteru IV semiomancií. Archaickým názvem pro symbologii byla heraldika, užívaná příležitostně na Roaku.

### Vyšší svět a jeho obyvatelé
Vyšší svět, který obyvatelé vesmíéru znají jako 4D svět neboli čtyřrozměrný svět, v němž žijí bytosti podobné lidem, které stvořili vesmír série Star Ocean. Vyšší (4D) bytosti nazývají vesmír Věčnou sférou a používají ho jako realistický herní simulátor. Mohou tedy nepřímo ovlivňovat život obyvatel světa Star Ocean svým hraním, avšak původní živé formy ve Věčné sféře mají natolik vysoce propracovanou umělou inteligenci, že jsou svými schopnostmi vnímat realitu nerozeznatelní od vyšších bytostí. Pro vyšší bytosti je tedy Věčná sféra paralelním světem. Například Blair Lansfeldová je programátorkou a vedoucí projektu Apris, zatímco ve Věčné sféře je Apris na Elicooru II uctíván jako bůh. Většina uživatelů se snaží ve Věčné sféře hrát život dle pravidel, někteří záměrně škodí například hackerskými útoky, mezi které patří tzv. "Chybějící procedura," vysávající energii z Věčné sféry. Jiní se do Věčné sféry nabourávají za vyššími cíli a pro pobavení, avšak jejich akce nejsou nijak destruktivní, naopak mohou hráčům pomoci. Jsou známy i případy Vyšších bytostí, které se do Věčné sféry nastěhovaly natrvalo, například Elena na Elicooru II. Možnost navštívit vyšší svět mají i obyvatelé Věčné sféry, ale je k tomu nezbytné znát symboly změny a spojení a mít přístup k Bráně času na Styxu.

### Welč Vínyardová
Anglicky: Welch Vineyard; japonsky: ウェルチ・ビンヤード (Weruči Binjádo)
Ačkoliv nebyl její statut nikdy potvrzen, je považována za představitelku vyšších (4D) bytostí. Vyskytuje se totiž v každé hře Star Ocean (ačkoliv do prvních dvou dílů byla přidána dodatečně až v předělávkách), tedy by jinak musela žít více než 700 let, aby všechny děje stihla. Ve všech hrách Star Ocean představuje průvodkyni tvorby předmětů a její chování i oblékání je velmi excentrické. Její výstřední oblečení doplňuje ukazovátko s rukavicí na hrotu, kterým při gestikulaci máchá. Její znalosti technologií a funkcí předmětů za všech okolností dalece převyšují znalosti dostupné ve světech, kde se odehrává příběh. V prvních dvou dílech ráda flirtuje s několika herními postavami a ve druhém díle je možné mít ji za členku hráčské party. Ve čtvrtém díle působí jako zaměstnankyně USTA coby hologram a také se ráda plete do milostných vztahů, hlavně mezi Edgeho a Reimi, ráda si dělá legraci z mimozemšťanů, samozřejmě vždy v dobrém.

### Seznam světů v sérii Star Ocean
- Země – tvoří metropoli Pangalaktické federace. V roce 2064 byl povrch zničen při eskalaci Třetí světové války mezi Světovou federací republik a jejich nepřáteli, kdy během jediného dne vinou odpálení jaderné zbraně z poškozeného dronu došlo k řetězovým odplatám, kdy na různá místa Země dopadly stovky, možná tisíce jaderných zbraní. Vůdcové obou válčících stran tuto válku ukončili během 14 dnů, takřka v předvečer úplného zničení Země. Následkem jaderné katastrofy se většina zemského povrchu stala neobyvatelná a přeživší se přesunuli do narychlo zbudovaných podzemních měst. Lidstvo se sjednotilo v organizaci Větší spojené národy a všechny prostředky investovalo do průzkumu vesmíru, protože věřilo, že život na Zemi skončil, a mají-li přežít, musí najít jiný svět. Po průzkumech v díle The Last Hope, více než 30 let poté, došlo k rozhodnutí, že lidstvo svůj svět vyčistí a nikam se úplně stěhovat nebude. V roce 772 S.D. však byl povrch Země stále velmi znečištěný a zamořený radiací, přestože se povedlo obnovit všechna města.
- Luna – neboli Měsíc obsahoval velkou základnu na svém povrchu už v roce 10 S.D. Při bitvě o Nox Obscurus byla zcela zničena. Dále na jeho orbitě vznikla Měsíční základna, obří vesmírná stanice. Na povrchu Luny však po další stovky let vznikala celá města, takže se Luna stala obyvatelným objektem. Podobně byly osídleny i světy Mars, Phobos, Deimos, Io a Titan.
- Aeos – neobydlený svět v soustavě Sirius, jenž byl v roce 10 S.D. určen jako první cíl ke kolonizaci. Nachází se zde tropická krajina odpovídající druhohorám, kterou obývá přerostlý hmyz.
- Arcturus VIII – někdejší domovský svět cardianonů, ještěřích lidí, kteří vlivem urychlené evoluce díky působení grigoriů (Chybějící procedury) svůj svět zcela zničili. Zbyla z něj jen obří cardianonská mateřská loď, která byla zničena spolu s Nox Obscurus. Cardianoni jako takoví vyhynuli.
- Aster IV – podvyvinutý svět, na němž se odehrával v roce 583 S.D. děj Star Ocean: The Divine Force. Obývají ho lidé a několik druhů humanoidů, např. Tratheni. Svět byl málem zničen invazí odpadlých příslušníků civilizace Scorpium, zvaných centralistů. Po skončení příběhu, během kterého došlo k značnému kontaktu s obyvateli v rozporu s UP3, byl nad tímto světem ustanoven protektorát.
- Edifice – podvyvinutý svět, na němž se v roce 368 S.D. odehrával děj Star Ocean: Blue Sphere. Obývají ho lidé podobní pozemšťanům a rybí národ edifianů.
- Eldar – byl vyspělý svět, jenž byl domovem eldarijců, prvního mimozemského plemene, s nímž navázalo v průběhu 70. let 21. století lidstvo kontakt. Díky jejich pomoci dokázali v roce 1 S.D. lidé na Zemi zvládnout mezihvězdné cestování. Eldar byl však v roce 10 S.D. zničen při útoku flotily fantomů z Nox Obscurus, které vyvolaly předčasnou přeměnu tamního slunce v rudého veleobra. Eldarijci byli velmi podobní lidem, měli zvláštně zbarvené vlasy, oči, větší uši a byli dlouhověcí. Nejprve emigrovali na Mars, po událostech na Nox Obscurus emigrovali na Lemuris, kde kvůli vznikající UP3 opustili své vyspělé technologie, aby se smísili s místními a začali znovu.
- Elicoor II – podvyvinutý svět, v němž se odehrával v roce 772 S.D. děj Star Ocean: Till the End of Time. Žijí na něm lidé – elicoorijci, dále mechaničtí tvorové greetonci, dále bezpočet humanoidních kříženců lidí se zvířaty jako např. menodixové, péřolidé, a též draci.
- En II (výslovnost é-en dva) – umělý svět zbudovaný ultravyspělou civilizací Morphus, jež hlídá bezpečnost celého vesmíru v zájmu svého přežití. Civilizaci Morphus tvoří podivně krásní lidé s velkýma, špičatýma, vodorovnýma ušima a je stará více než 3 miliardy let. Žijí skrytým způsobem, ale přesto přišli do styku s lidmi ze Země. Podíleli se velkou měrou na likvidaci Nox Obscurus.
- Energy Nede – utopický svět, kde žila hypervyspělá civilizace, jež před 3,7 miliardami let vládla celému vesmíru. Existují spekulace, že Energy Nede je ve skutečnosti En I (é-en jedna) a pochází odsud národ Morphusů.
- Expel – podvyvinutý svět, kde se v roce 366 S.D. odehrával děj Star Ocean: The Second Story. Obývají ho expeliani (90 % populace), kočičani (fellpool) a modří delfíni. Pět let od událostí hry se svět vyvinul natolik, že se stal členem Pangalaktické federace.
- Fargett – vyvinutý svět trpící pod diktaturou Jie Revorseho, jednoho z hlavních padouchů prvního dílu Star Ocean.
- Faykreed – podvyvinutý svět, kde se v roce 537 S.D. odehrává děj Star Ocean: Integrity and Faithlessness. Je domovem plemena lidí – faykreeďanů. Po skončení příběhu, během kterého došlo k značnému kontaktu s obyvateli v rozporu s UP3, byl nad tímto světem ustanoven protektorát.
- Hyda IV – neobydlený svět, jenž je velmi podobný Zemi, takže zde vyrostlo několik turistických letovisek.
- Klaus III – vyvinutý svět, nacházející se téměř v jádru Mléčné dráhy. Je domovem siláků – lidí klausiánů, kteří zde žijí pod tíhou téměř 2,5násobné gravitace oproti Zemi.
- Klaus IV – vyvinutý svět a klausianská kolonie v téže soustavě. Je tam nízká gravitace, zhruba 2/3 Země, avšak města jsou vybavena posilovači gravitace, aby se zde klausiáni cítili být doma. Pochází odsud téměř všichni členové antifederační organizace Quark.
- Lemuris – podvyvinutý svět, jenž obíhá slunce HIP 57092. Je domovem lemurisanů, potomků eldarijců, kteří v dávných dobách hledali v primitivních vesmírných lodích bájný utopický svět Lemurii. Po přístání na Lemurisu odeslali signál zpět na Eldar, aby se zbytek vypravil za nimi, a opustili své technologie. Místo technického rozvoje preferují v drsné sibiřské krajině symbologii.
- Lezonia – vyspělý svět, který byl během prvního dílu série ve válce se Zemskou aliancí, avšak jeho obyvatelé si včas uvědomili, že je do války vmanipuloval jiný, horší nepřítel.
- Milokeenia – opuštěný, neobydlený svět. Kdysi na něm sídlila vyspělá civilizace. Později bylo zjištěno, že byl kolonií Energy Nedu. Pozemšťané zde prováděli průzkum, který vedl k ději druhého dílu série a také k výraznému pokroku technologií Pangalaktické federace díky objevu energie tvoření z místního OPA.
- Nox Obscurus – strašidelný umělý svět, kterým chtěli grigorijové zničit vesmír vysátím veškeré jeho energie. Z již nasáté energie tento svět tvořil zdánlivě nekonečnou armádu fantomů, energetických stvoření inspirovaných těmi, kteří se Noxu Obscurus postavili. V jádru se nachází Palác tvoření.
- Parrapoeiam – umělý svět ve tvaru obřího prstence planetárních rozměrů, zbudovaný ultravyspělou robotickou civilizací Scorpium určenou pro všechny živé formy organického i mechanického původu. Je to největší z kolonií Scorpia, jež k datu 583 S.D. čítá přes 80 biliónů příslušníků.
- Rezerb – vzpurný svět na okraji Pangalaktické federace. Je často obviňován ze sponzorování terorismu.
- Roak – podvyvinutý svět, kde se v letech 10 S.D., 46 S.D. a 346 S.D. odehrávají děje dvou her série. V roce 450 S.D. se svět rozvinul natolilk, že vstoupil do Pangalaktické federace. Na tento svět si dělal opakovaně zálusk démon Asmodeus. Je domovem několika plemen kočičích lidí: kočičanů (fellpool), menších kočičanů (lesser felinepool) a horalů (highlanders). Dále zde žijí okřídlení péřolidé (featherfolk), a kdysi tento svět obýval vyspělý národ lidí ze Země, tzv. Muahové.
- Styx – pustý svět, na němž jsou jen pouště, kaňony a Brána času, jež údajně umožňuje cestování časem. Ve skutečnosti slouží vyšším bytostem (4D). Pangalaktická federace zákonem zakázala vstup na tento svět.
- Tetragenesis – pustý svět, jenž býval domovem bezpočtu inteligentních forem života, ale kvůli silným slunečním bouřím se museli všichni přesunout na jeho čtyři měsíce.
- Vanguard III – podvyvinutý svět s nízkou gravitací, domov vanguarďanů.
- Vendeen – hypervyvinutý svět, jenž je domovem žraločích lidí – vendeenů. S ostatními plemeny galaxie se stýkají málokdy, avšak mají technologie mnohem vyspělejší než Pangalaktická federace. Přesto jsou, co se týče kolonizace ostatních světů, velmi zdrženliví a Pangalaktické federaci nevěří ani nemají sebemenší zájem do ní vstoupit. Vendeeni si jsou kromě toho vědomi více než kdokoliv jiný, kdo uspořádal celý vesmír, a snaží se ho nerozhněvat.
- Verguld – vyvinutý svět nacházející se mimo Pangalaktickou federaci, jenž do ní odmítá vstoupit, což vedlo k nelehkým diplomatickým situacím. Přibližně kolem roku 283 S.D. lidé z Verguldu zahájili vlastní vesmírný program a zkolonizovali jako první měsíc Vergnis obíhající kolem Verguldu, jenž se stal důležitou dopravní tepnou a vědeckým centrem. Zde byla vergulďany objevena vyspělá forma symbologie zvaná symbo-pohon (symbo-drive), jež umožnila raketový vzestup robotiky a výrobu androidů, kteří se vyrovnali skutečným lidem a patřili mezi nejlepší ve známém vesmíru.
- Vyr – vyvinutý svět, člen Pangalaktické federace a domov pro lidi – vyriany s rohovitými výběžky na hlavě a s bledě fialovou kůží. V roce 583 S.D. zde probíhá boj o moc a také směřování světa mezi zastánci Scorpia a jeho odpůrci, jenž přerostl v mnohaletou krvavou občanskou válku, která též velmi negativně ovlivnila i situaci v samotné Pangalaktické federaci poté, kdy tam byla poslána pangalaktická flotila, aby ji ukončila.